# Takayuki Kobori
Takayuki Kobori (小堀 恭之, Kobori Takayuki) (né le 20 avril 1969 à Tomakomai au Japon) est un joueur professionnel japonais de hockey sur glace.

## Carrière de joueur
Entre 1992 et 2002, il évolue avec les Seibu Bears Tokyo. Il continue à jouer au hockey pour trois autres saisons, cette fois dans la nouvelle Asia League avec le Kokudo Keikaku HC.
Au niveau international, il participe à plusieurs reprises avec l'équipe nationale du Japon au championnat du monde en plus d'une participation aux Jeux olympiques en 1998.

## Statistiques

### En club
| Saison    | Équipe            | Ligue       |    | Saison régulière | Saison régulière | Saison régulière | Saison régulière | Saison régulière |   | Séries éliminatoires | Séries éliminatoires | Séries éliminatoires | Séries éliminatoires | Séries éliminatoires |
| Saison    | Équipe            | Ligue       | PJ | B                | A                | Pts              | Pun              | PJ               | B | A                    | Pts                  | Pun                  |                      |                      |
| 1992-1993 | Seibu Bears Tokyo | Japon       | 30 | 1                | 11               | 12               | 14               |                  |   |                      |                      |                      |                      |                      |
| 1993-1994 | Seibu Bears Tokyo | Japon       | 26 | 0                | 9                | 9                | 20               |                  |   |                      |                      |                      |                      |                      |
| 1994-1995 | Seibu Bears Tokyo | Japon       | 25 | 6                | 7                | 13               | 26               |                  |   |                      |                      |                      |                      |                      |
| 1995-1996 | Seibu Bears Tokyo | Japon       | 40 | 3                | 13               | 16               | 58               |                  |   |                      |                      |                      |                      |                      |
| 1996-1997 | Seibu Bears Tokyo | Japon       | 30 | 6                | 12               | 18               | 20               |                  |   |                      |                      |                      |                      |                      |
| 1997-1998 | Seibu Bears Tokyo | Japon       | 7  | 1                | 0                | 1                | 4                |                  |   |                      |                      |                      |                      |                      |
| 1998-1999 | Seibu Bears Tokyo | Japon       | 40 | 5                | 7                | 12               | 24               |                  |   |                      |                      |                      |                      |                      |
| 1999-2000 | Seibu Bears Tokyo | Japon       | 28 | 1                | 8                | 9                | 52               |                  |   |                      |                      |                      |                      |                      |
| 2000-2001 | Seibu Bears Tokyo | Japon       | 34 | 3                | 9                | 12               | 18               |                  |   |                      |                      |                      |                      |                      |
| 2001-2002 | Seibu Bears Tokyo | Japon       | 38 | 1                | 15               | 16               | 16               |                  |   |                      |                      |                      |                      |                      |
| 2002-2003 | Seibu Bears Tokyo | Japon       | 31 | 4                | 12               | 16               |                  |                  |   |                      |                      |                      |                      |                      |
| 2003-2004 | Kokudo Keikaku HC | Japon       | 24 | 1                | 7                | 8                | 14               |                  |   |                      |                      |                      |                      |                      |
| 2003-2004 | Kokudo Keikaku HC | Asia League | 10 | 2                | 1                | 3                | 4                |                  |   |                      |                      |                      |                      |                      |
| 2004-2005 | Kokudo Keikaku HC | Asia League | 35 | 3                | 10               | 13               | 34               | 7                | 0 | 1                    | 1                    | 2                    |                      |                      |
| 2005-2006 | Kokudo Keikaku HC | Asia League | 38 | 1                | 9                | 10               | 22               | 10               | 1 | 1                    | 2                    | 10                   |                      |                      |

### En équipe nationale
| Année | Compétition                 |   | PJ | B | A | Pts | Pun                                     |  | Résultats |
| 1992  | Championnat du monde B      | 7 | 0  | 1 | 1 | 10  | 15e position, 3e du mondial B           |  |           |
| 1993  | Coupe d'Asie                | 3 | 0  | 1 | 1 | 4   | Médaille d'or                           |  |           |
| 1993  | Championnat du monde B      | 7 | 0  | 1 | 1 | 6   | 17e position, 5e du mondial B           |  |           |
| 1994  | Championnat du monde B      | 7 | 0  | 0 | 0 | 8   | 16e position, 4e du mondial B           |  |           |
| 1995  | Coupe d'Asie                | 3 | 0  | 1 | 1 | 4   | Médaille d'argent                       |  |           |
| 1995  | Championnat du monde B      | 7 | 1  | 2 | 3 | 8   | 18e position, 6e du mondial B           |  |           |
| 1996  | Championnat du monde B      | 7 | 1  | 1 | 2 | 14  | Relégué au mondial C                    |  |           |
| 1997  | Championnat du monde C      | 5 | 0  | 0 | 0 | 2   | Promu en élite comme Far East Qualifier |  |           |
| 1998  | Jeux olympiques             | 4 | 0  | 0 | 0 | 6   | 13e position                            |  |           |
| 1999  | Championnat du monde        | 3 | 0  | 0 | 0 | 4   | 16e position                            |  |           |
| 2000  | Championnat du monde        | 6 | 0  | 1 | 1 | 2   | 16e position                            |  |           |
| 2002  | Championnat du monde        | 6 | 0  | 2 | 2 | 0   | 16e position                            |  |           |
| 2004  | Championnat du monde        | 6 | 2  | 0 | 2 | 2   | 15e position                            |  |           |
| 2005  | Qualification olympique     | 3 | 0  | 0 | 0 | 0   | Non qualifié                            |  |           |
| 2005  | Championnat du monde div. 1 | 5 | 0  | 6 | 6 | 8   | 5e position du groupe A division 1      |  |           |